# Kobylí draha
Kobylí draha je přírodní rezervace jihovýchodně od Hradištka v okrese Praha-západ ve Středočeském kraji. Nachází se na svazích na pravém břehu Vltavy nad hladinou vodní nádrže Štěchovice v přírodním parku Střed Čech. Předmětem ochrany jsou společenstva a útvary neživé přírody typická pro střední Povltaví. Z druhů spadá pod ochranu ještěrka zelená (Lacerta viridis), která je na území Česka vedena jako kriticky ohrožený druh. 

## Poloha
Přírodní rezervace Kobylí draha leží ve Středočeském kraji mezi obcemi Hradištko a Krňany. Její jižní okraj je jasně určená tokem řeky Vltavy. Oproti tomu severní hranice je hůře definovatelná, o čemž vypovídá i chybné umístění jedné z cedulí. Kopíruje okraj chatové osady Norbertinka a od ní pokračuje pod hřebenem dál na západ až k těsné blízkosti přehrady Štěchovice. Východní hranice vede výrazným korytem, na jehož konci se nachází Kletecký vodopád. Přírodní rezervace zaujímá plochu o rozloze 52,58 ha.

## Přírodní poměry

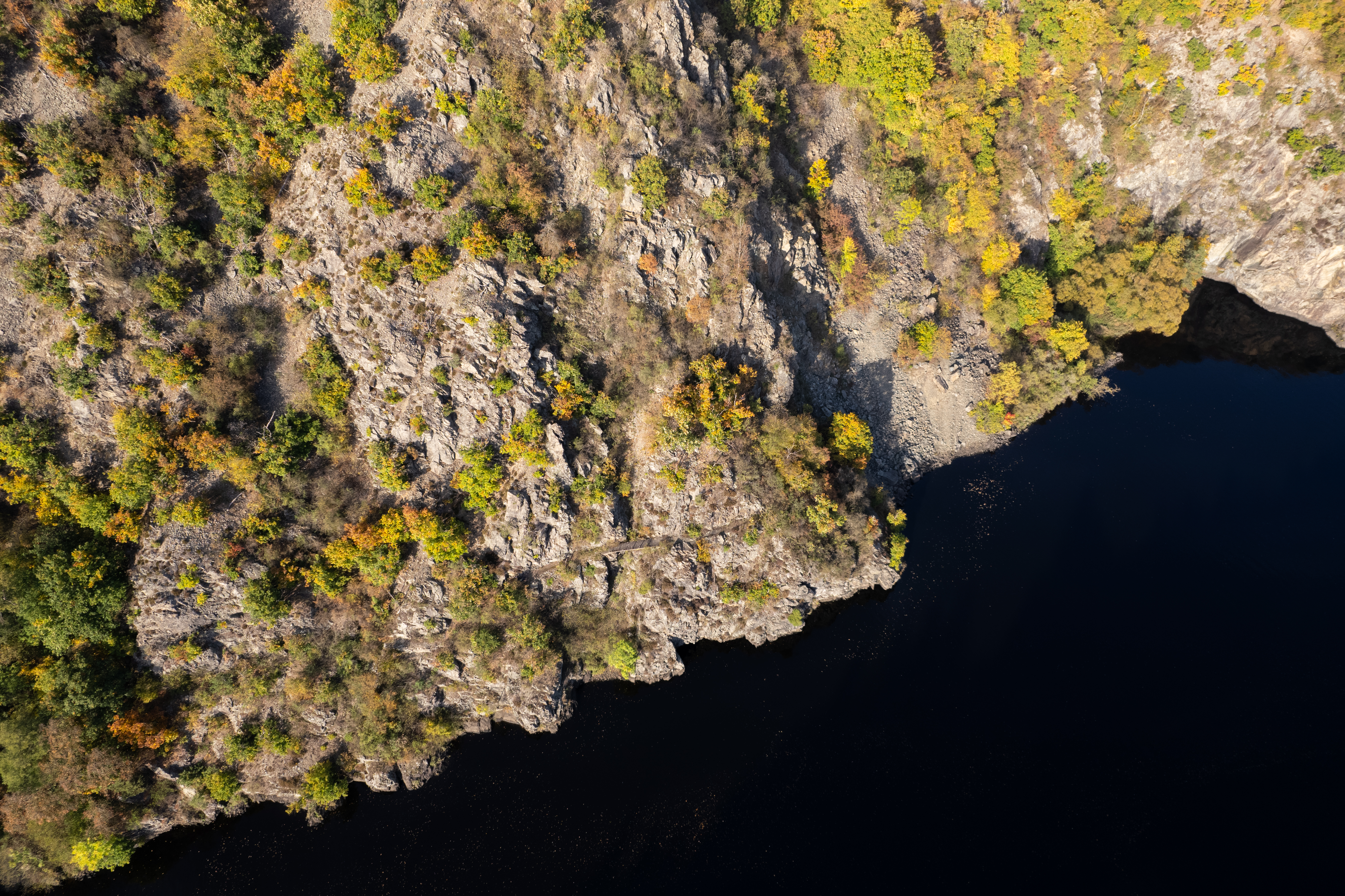
skalní stanoviště

#### Geologie a geomorfologie
Jižní část tvoří strmé skály proterozoických sopečných hornin jílovského pásma. Jedná se převážně o metabazity, ale místy se nacházejí i horniny s vyšším obsahem oxidu křemičitého. V jihovýchodní části, kde řeka mění prudce směr, se nachází pravý nárazový břeh Vltavy. Tento jev je důvodem vzniku strmých a obnažených skal. Trend směrem na západ s narovnávajícím se proudem řeky postupně klesá a krajina přechází v mírnější svah. V některých částech chráněného území se vyskytuje kamenné moře. Po vybudování štěchovické přehrady zmizela část skal pod hladinou Vltavy a celá oblast tak značně ztratila na své dramatičnosti.
V severní části přírodní rezervace přechází skály ve svahy o náklonu 20–30° se značně vyvinutým půdním krytem. Se změnou reliéfu dochází i k jasné změně vegetace.

#### Podnebí

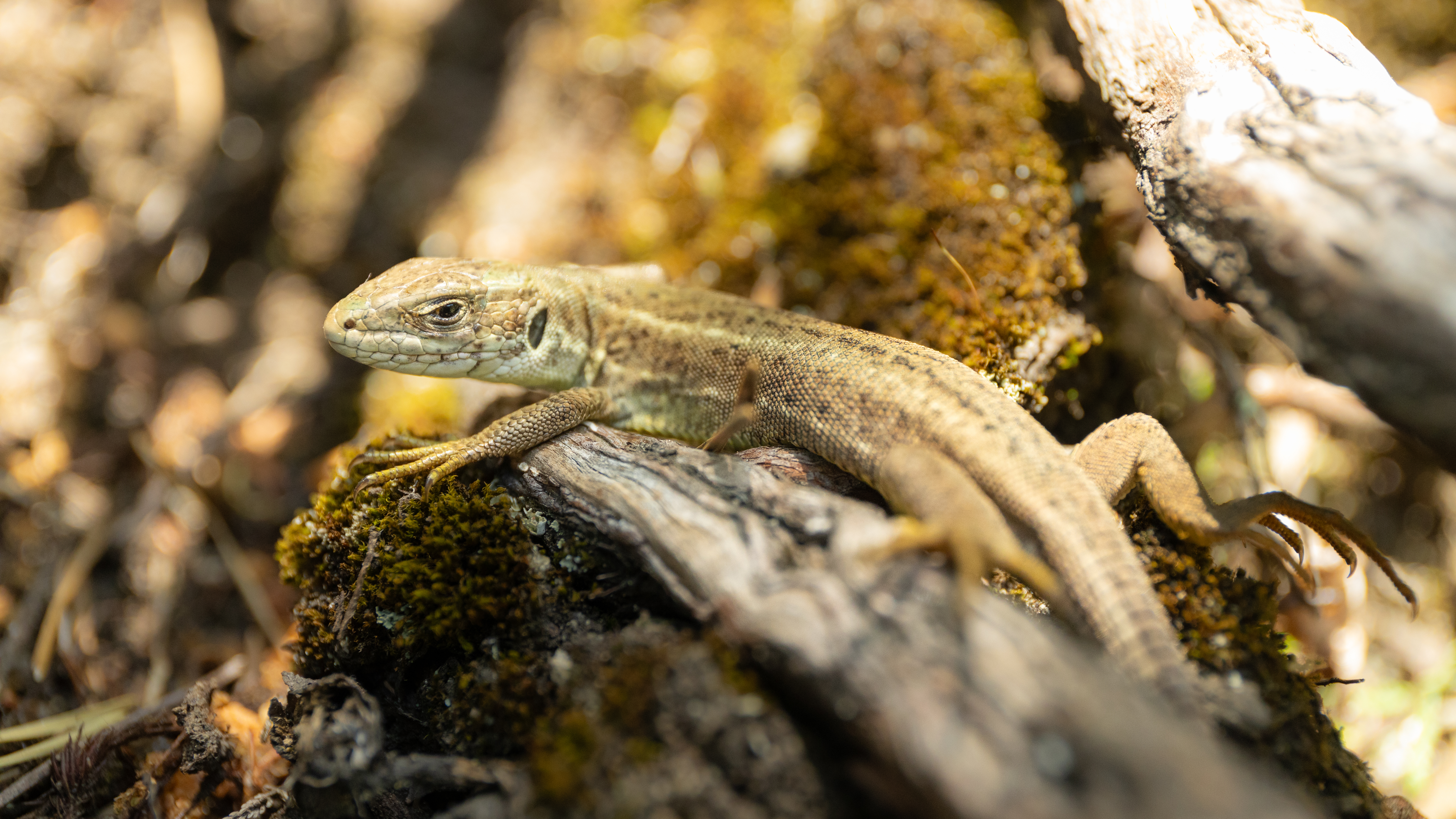
ještěrka obecná

Vzhledem k orientaci na jižní stranu, hloubce půdního krytu a hydrologickým podmínkám lze oblast definovat jako suchou až mírně vlhkou. Roční průměrná teplota se pohybuje v rozmezí 8–9 °C. Roční úhrn srážek je 550–600 mm. vegetační období zde trvá 150–165 dní.

#### Fauna
Nedotčenost území umožnila existenci reliktním druhům i celým společenstvům. Nejvýznamnějším a velice hojným zástupcem fauny je ještěrka zelená (Lacerta viridis). Mezi další běžně pozorovatelné obratlovce patří druhy jako ještěrka obecná (Lacerta agilis), slepýš křehký (Anguis fragilis), užovka podplamatá (Natrix tessellata), volavka popelavá (Ardea cinerea) a veverka obecná (Sciurus vulgaris).Vzácnějšími zástupci jsou pak výr velký (Bubo bubo), krahujec obecný (Accipiter nisus) či plch velký (Glis glis). Z bezobratlých je častá skákavka žlutonohá (Heliophanus flavipes), skákavka rudopásá (Philaeus chrysops), krajník pižmový (Calosoma sycophanta), ostruháček trnkový (Satyrium spini) nebo přástevník kostivalový (Euplagia quadripunctaria).

#### Flora
Vyjma skalních stanovišť je celé území přírodní rezervace pokryto druhově chudým dubohabrovým lesem. Zde dominuje buk lesní (Fagus sylvatica) a habr obecný (Carpinus betulus), přičemž mechové, bylinné i keřové patro zcela chybí. Roztroušená skaliska vystupující nad Vltavou zaujímají výrazně pestřejší ekosystémy zahrnující vegetace sukulentů, suchá vřesoviště či skalní vegetace s kostřavou sivou. Jejich plocha se však stále zmenšuje v důsledku šíření náletových křovin. Nejvýznamnějším rostlinným zástupcem je zde plicník horský (Pulmonaria montana). S velikou pravděpodobností se jedná o jediný výskyt tohoto taxonu v Česku. Mezi další rostliny, jež obsazují skalní stanoviště, patří vřes obecný (Calluna vulgaris), chrpa latnatá (Centaurea stoebe) či kokořík mnohokvětý (Polygonatum multiflorum). 

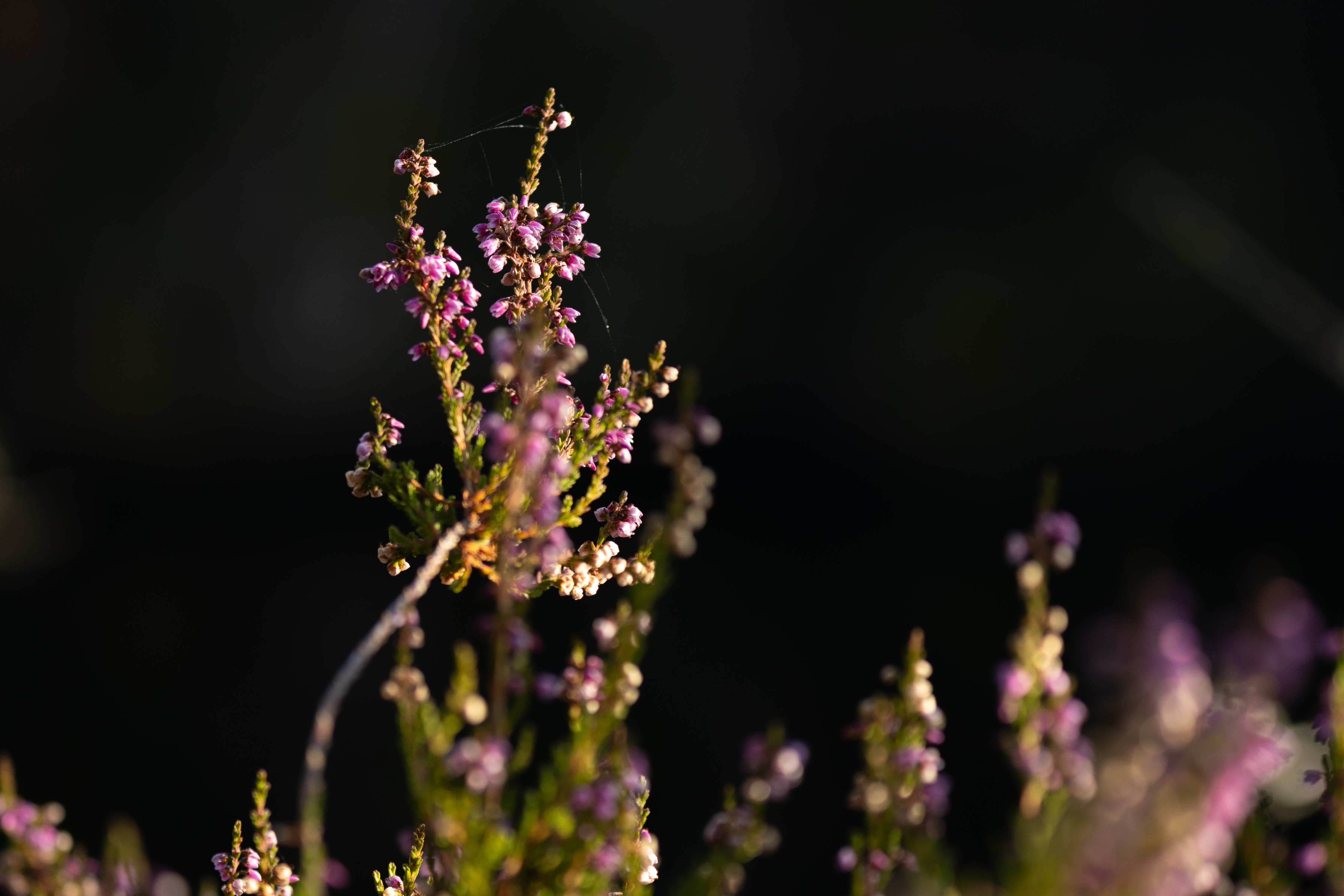
vřes obecný
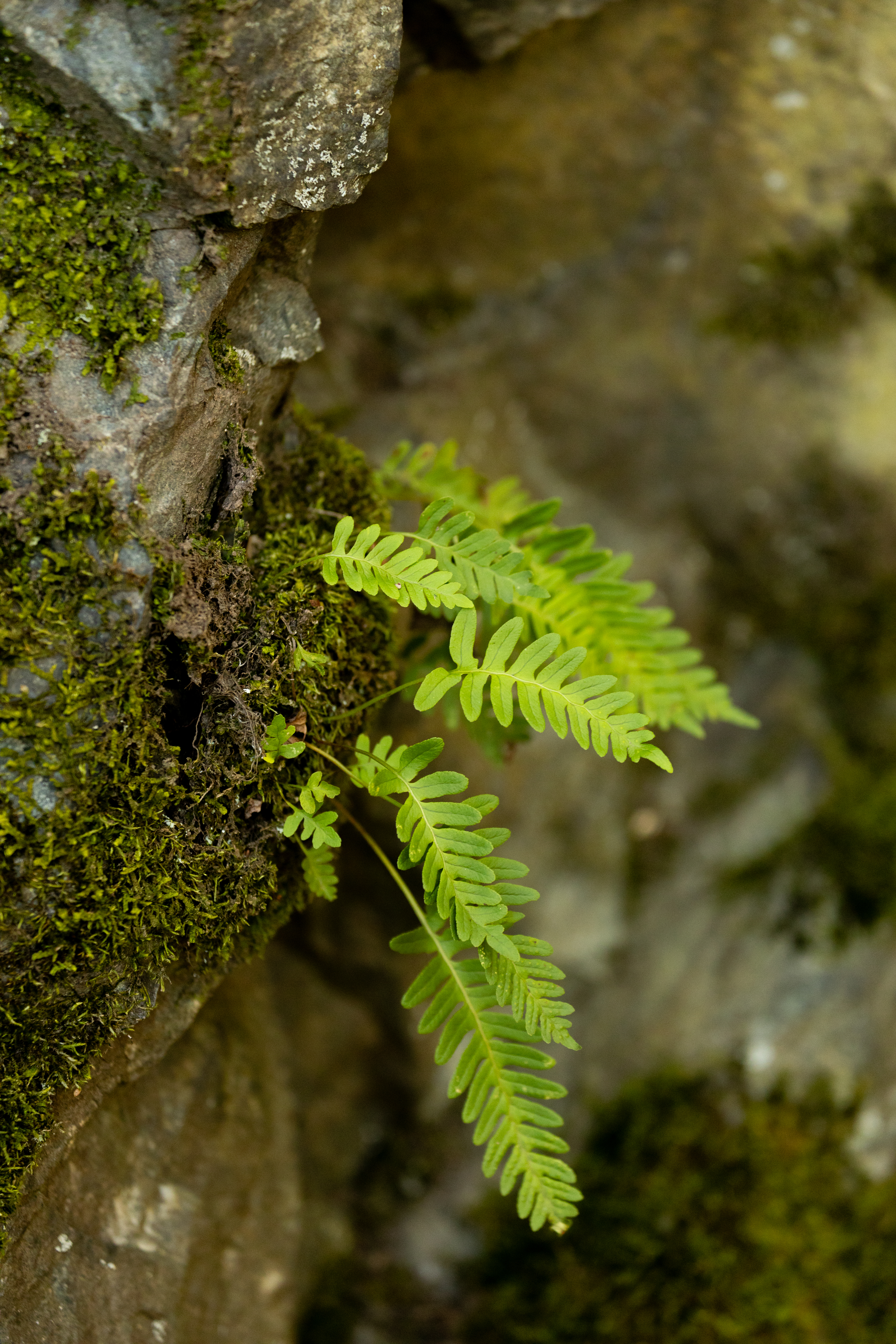
osladič obecný
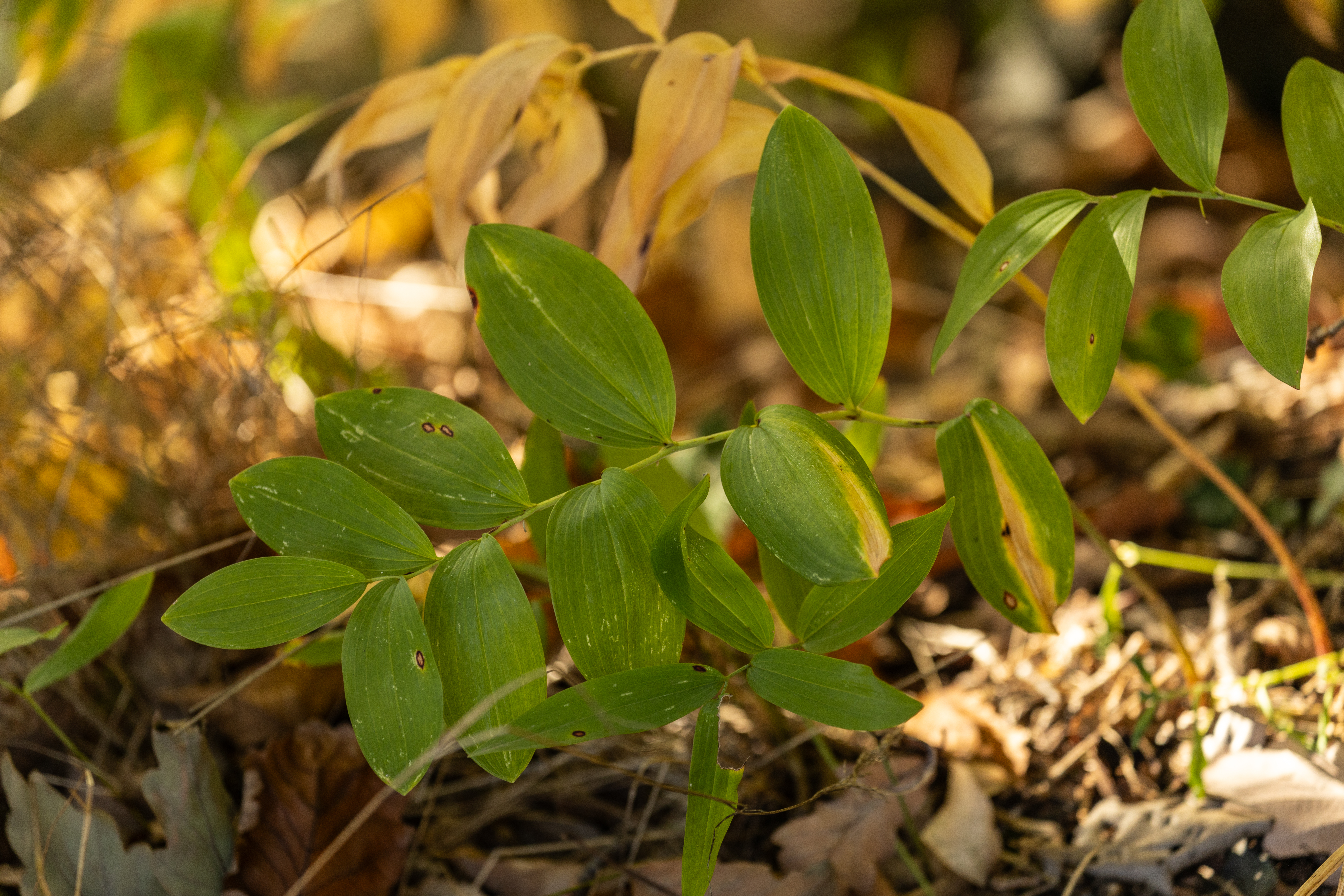
kokořík mnohokvětý
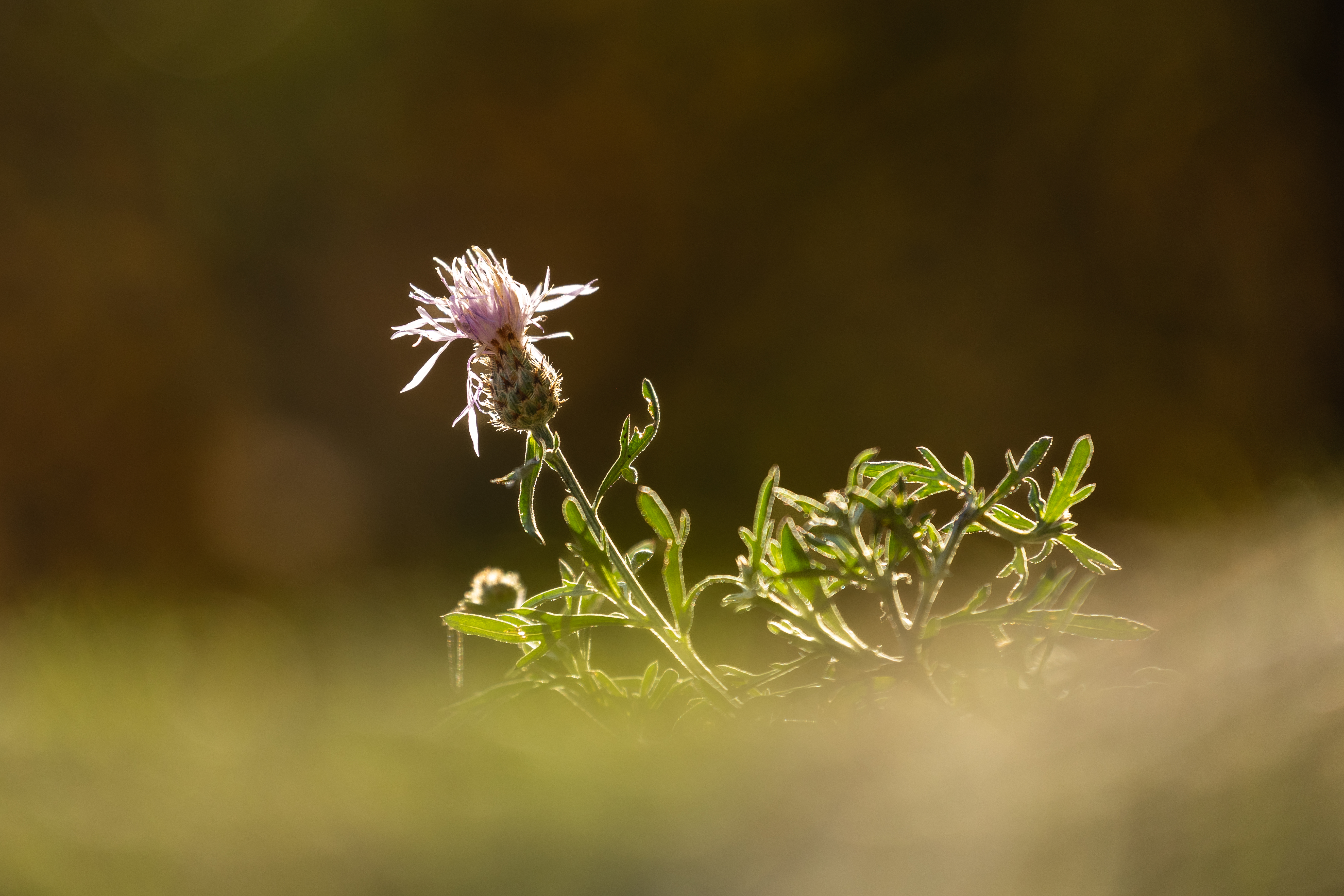
chrpa latnatá

## Předmět ochrany
Předmětem ochrany jsou přirozená společenstva a ekosystémy vltavského kaňonu.

#### Ekosystémy
- Skalní vegetace s kostřavou sivou - rozvolněné trávníky na skalních terasách a spárách
- Vegetace sukulentů a efemér - malé plochy jednoletek v okrajových částech stepí a suťových polí
- Suchá vřesoviště nížin a pahorkatin - vřesové porosty obsazující skalní hřebeny, terasy a zasahujících až do okraje lesa
- Nízké xerofilní křoviny - malé plochy obsazující skalní výchozy a tvořené hlavně skalníkem obecným (Cotoneaster integerrimus)
- Hercynské dubohabřiny -  dubohabrové lesy v místech hlubším půdním pokryvem a méně strmým svahem
- Suťové lesy - lesy v roklích s významným množstvím kamení a organického materiálu
- Acidofilní teplomilné doubravy - slunné skalnaté svahy obsazené zakrslými doubravami

#### Druhy
- ještěrka zelená (Lacerta viridis) - Je největším zástupcem ještěrek na území ČR. Na základě zákona č. 114/1992 Sb. o ochraně přírody a krajiny je zařazena mezi chráněné druhy. Nalezneme ji rovněž v Červeném seznamu IUCN.[6][1]

#### Útvary neživé přírody
- Kamenná moře, sutě a droliny - kamenité pokryvy s orientací na jižní stranu[7][1]

V rámci plánu péče pro přírodní rezervaci Kobylí draha probíhá pravidelné sečení náletových křovin a odstraňování nepůvodních dřevin, jako je např. akát.

## Historie
Vzhledem k charakteru terénu, který je členitý a obtížně přístupný, byla oblast nynější přírodní rezervace minimálně využívána člověkem. Nejvýznamnějším zásahem byla těžba dřeva v lesní části Kobylích drah. Skalní stanoviště byla pozitivně ovlivněna pastvou koz. Jejich přítomnost významně přispěla k rozšíření prostředí vhodného pro vzácné byliny a živočišné druhy na ně vázané. Ve východní části byl také neodborně otevřen kamenolom, což v důsledku vedlo k utržení části svahu a došlo ke vzniku nového stanoviště volného k obsazení novými společenstvy. 
Od roku 1990 nedochází v oblasti k žádným významným zásahům člověka.

## Turismus
V přírodní rezervaci Kobylí draha se nenachází žádné značené turistické cesty či naučné stezky. Jediná zpevněná cesta vedoucí podél jižního okraje PR je v zchátralém a značné zarostlém stavu. Po souší je oblast nejlépe přístupná z chatové osady Norbertinka nebo od Štěchovické přehrady. Rovněž je možný přístup od řeky a v případě Kleteckého vodopádu se jedná dokonce o jediný možný. 

## Galerie

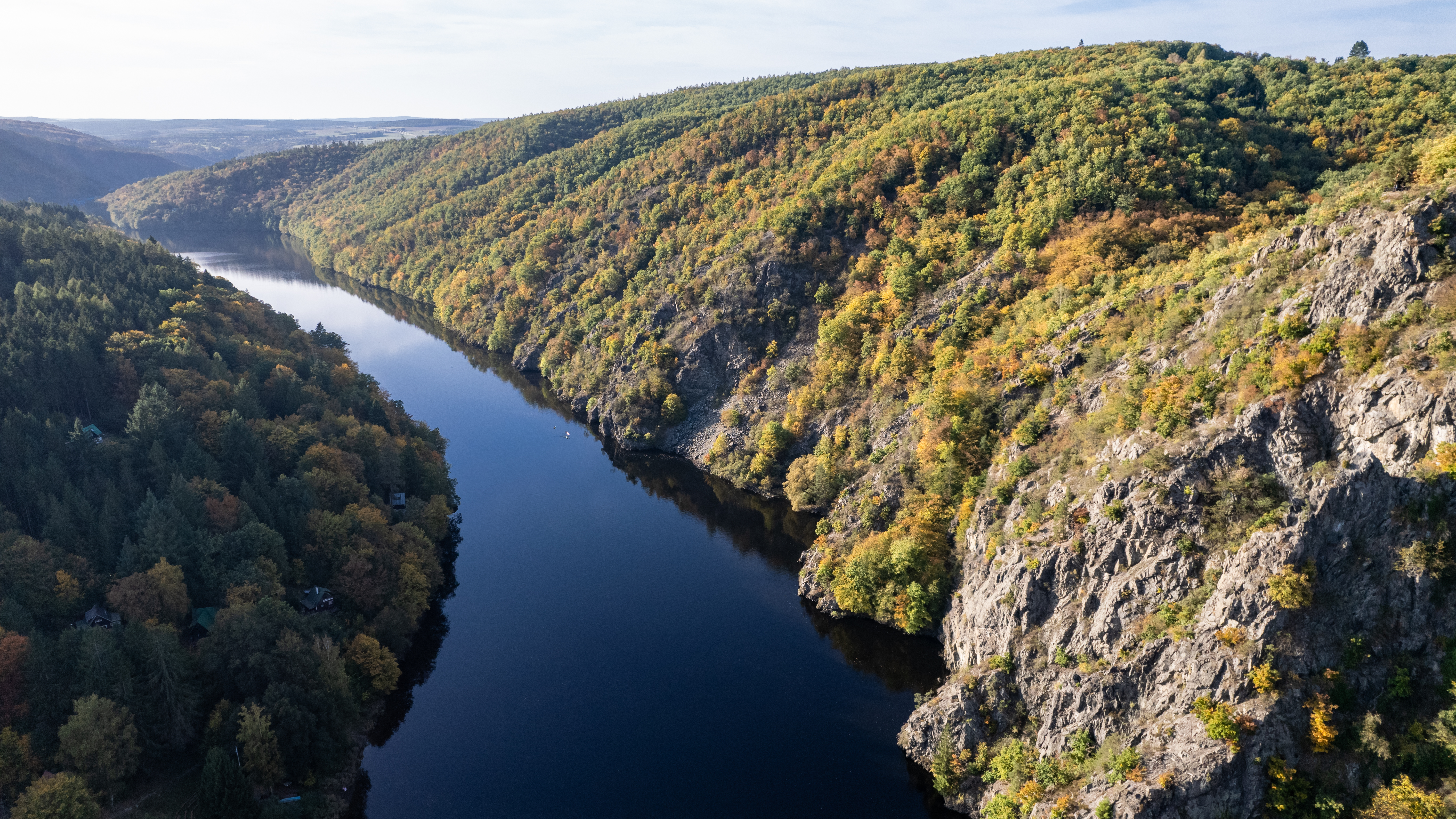
celkový pohled na PR Kobylí draha
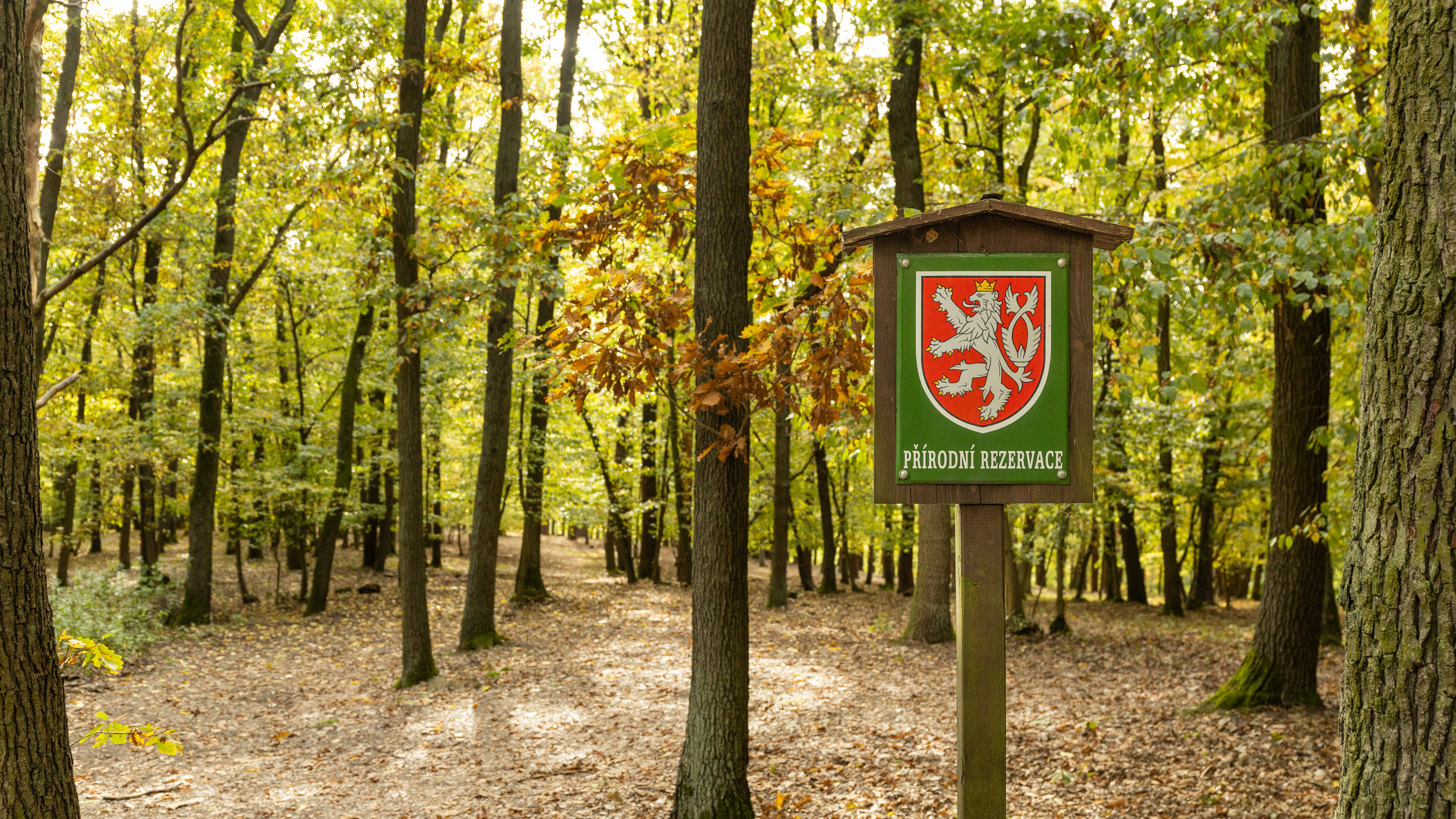
cedule se státním znakem ohraničující přírodní rezervaci
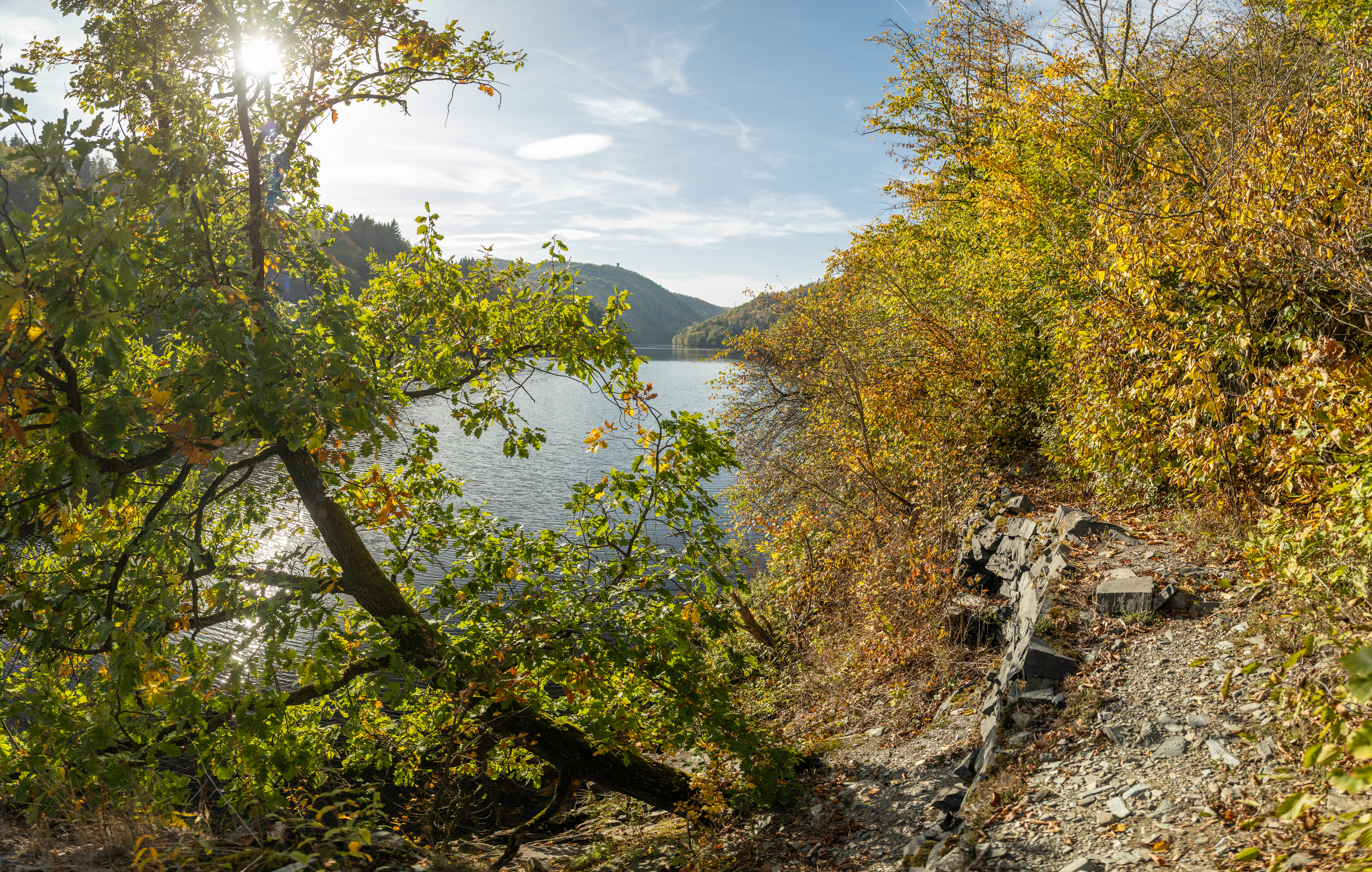
cesta vedoucí nad řekou
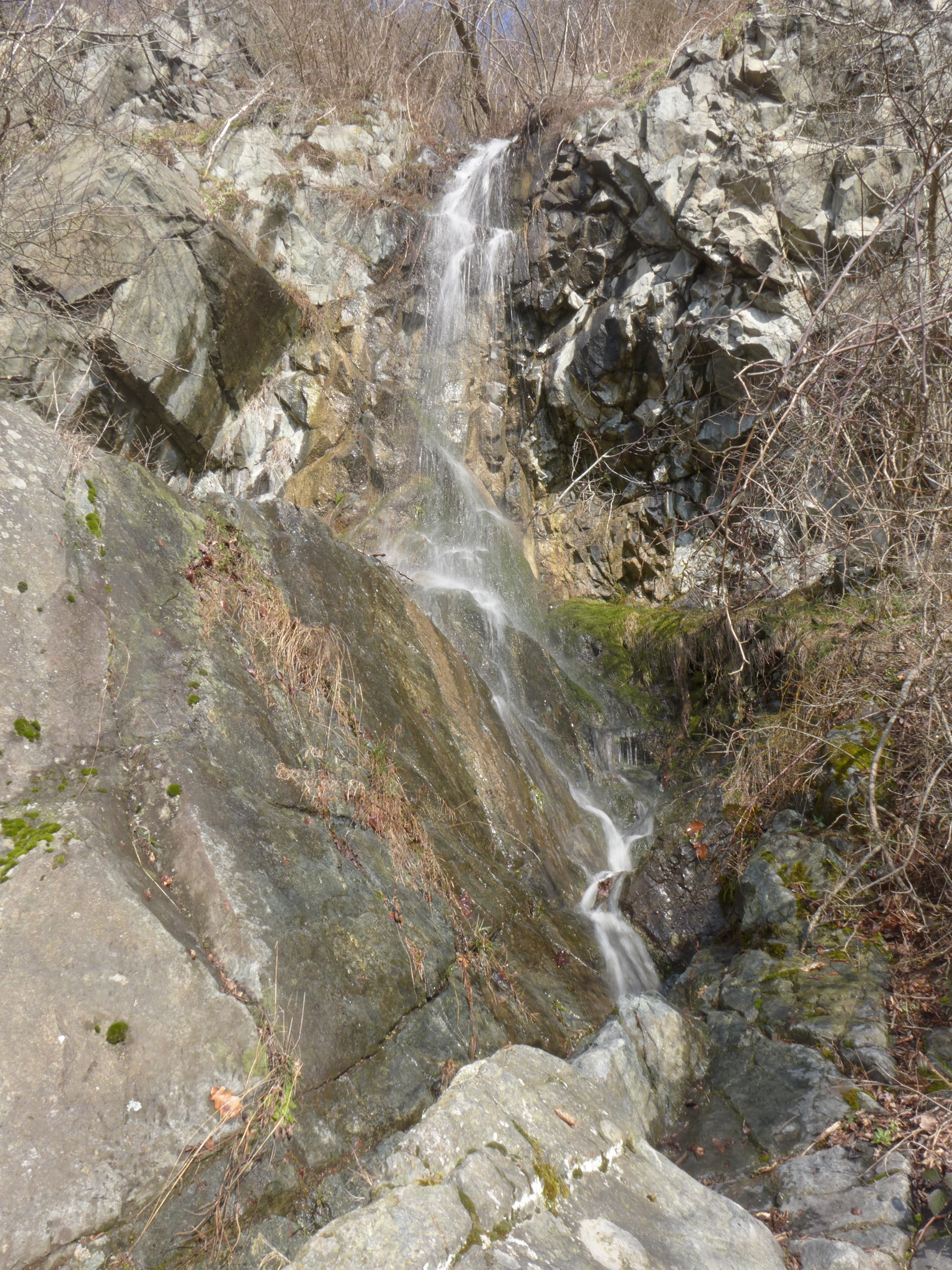
Kletecký vodopád
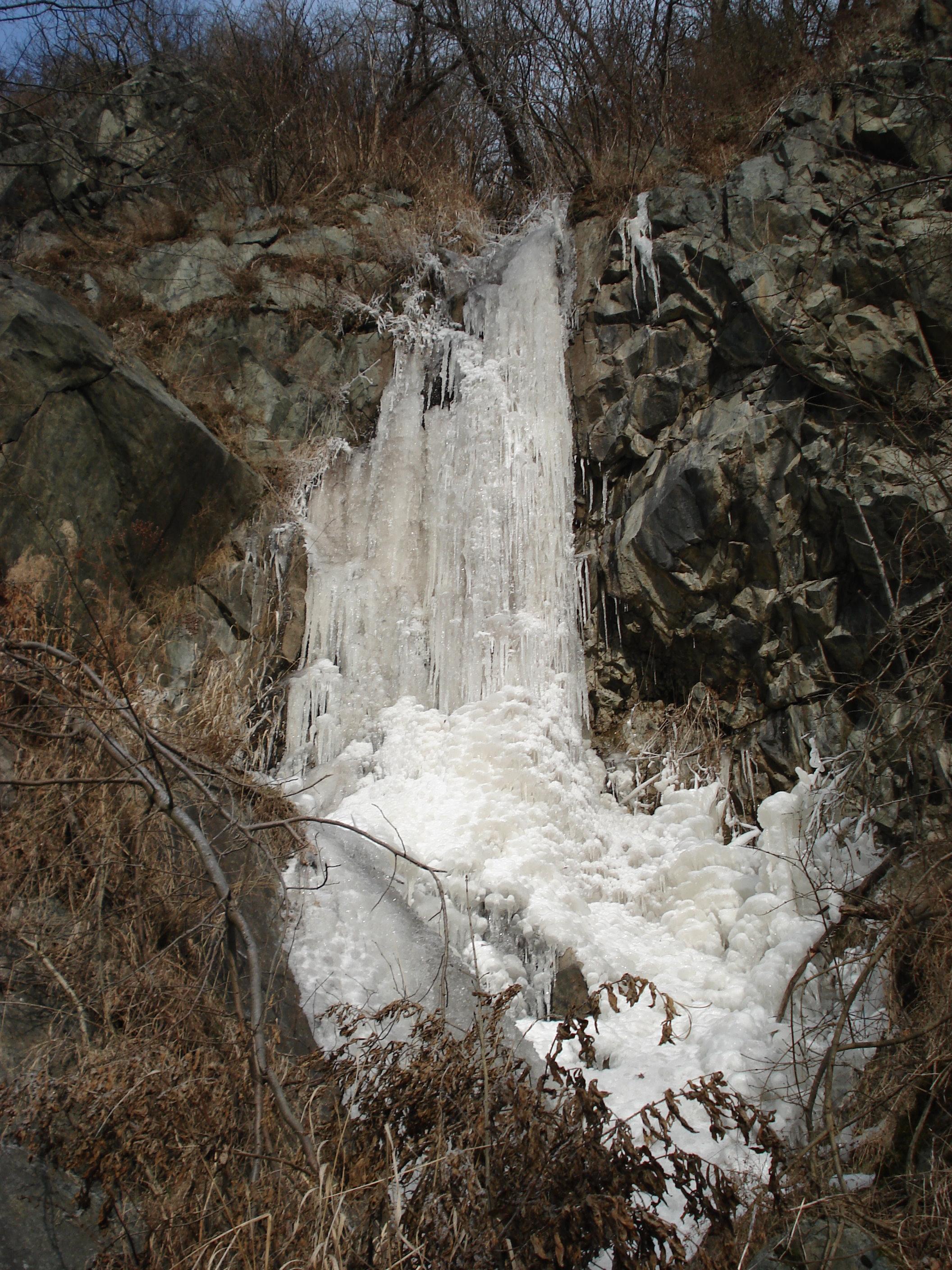
Kletecký vodopád
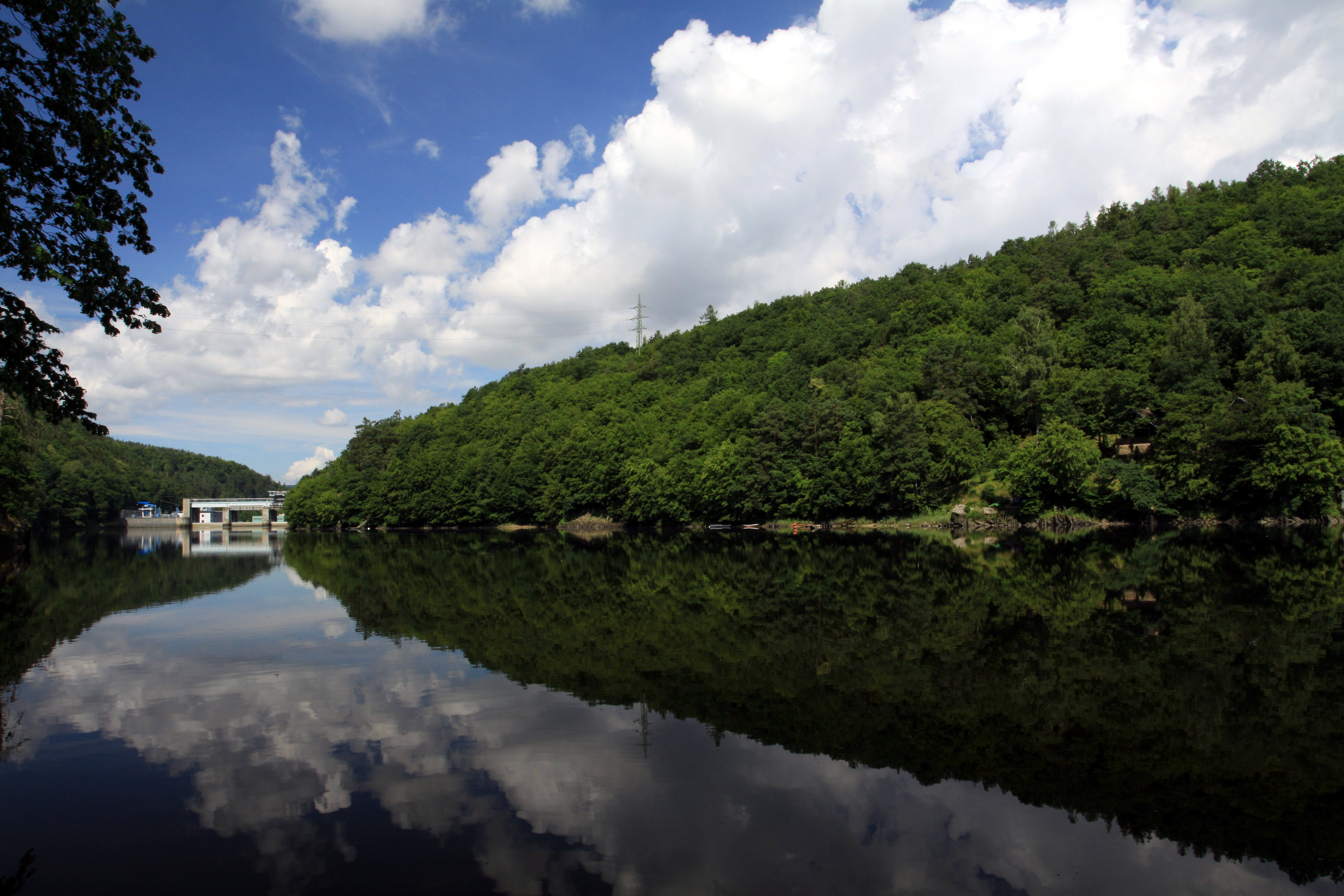
Štěchovická přehrada na západním okraji PR